# Tetterode (bedrijf)
Tetterode, ook bekend als Lettergieterij "Amsterdam" voorheen N. Tetterode is een grafisch handelsbedrijf, sinds maart 2015 onderdeel van de drukpersbouwer Heidelberg en sinds juni 2016 gevestigd in Haarlem onder de naam Heidelberg Benelux.
Eerder maakte Tetterode onderdeel uit van Bührmann-Tetterode, een handelshuis bekend als distributeur van papier, kantoorartikelen, grafische systemen en artikelen. Van 2008 tot 2015 maakte het onderdeel uit van de Printing Systems Divisie van Staples.
Het bedrijf dateert van het midden van de 19e eeuw als lettergieterij door de ondernemer Nicolaas Tetterode. In de loop van de twintigste eeuw werd het gezicht van de lettergieterij in hoge mate bepaald door de vernieuwende typograaf en kunstenaar S.H. de Roos. Met de opkomst van nieuwe technieken van het zetten van letters met fotografie en computer verloor Tetterode zijn kernactiviteit, het gieten van tekst in lood, en ging het over op de productie van grafische machines.

## Geschiedenis
De oprichter van de onderneming was Nicolaas Tetterode (1816-1894), die in 1851 de lettergieterij van uitgeverij Broese te Breda overnam. Hij verplaatste het bedrijf naar Kralingen. Na vijf jaar nam hij ook de Amsterdamse lettergieterij van De Passe & Menne aan de Bloemgracht in Amsterdam over, en verplaatste het gehele bedrijf naar Amsterdam. In 1866 begon hij met het handelen in drukkerijmachines. Tetterode en zijn gelijknamige zoon waren goede werkgevers die zich sociaal betrokken voelden bij de leefomstandigheden van de arbeidersklasse. Zo werden bijvoorbeeld in de jaren 80 van de 19e eeuw de speeltuinen gefinancierd voor de Vereeniging tot Veredeling van het Volksvermaak aan het 2e Weteringplantsoen (1880) en het Marnixplein (1881), de eerste openbare speeltuinen van Amsterdam.
In 1891 werd het bedrijf een naamloze vennootschap. In 1901 werd een nieuwe naam in gebruik genomen: 'Lettergieterij "Amsterdam" voorheen N. Tetterode'. De namen 'Tetterode' en 'Lettergieterij Amsterdam' of 'LA' werden in de wandeling door elkaar gebruikt.

### Gebouwencomplex

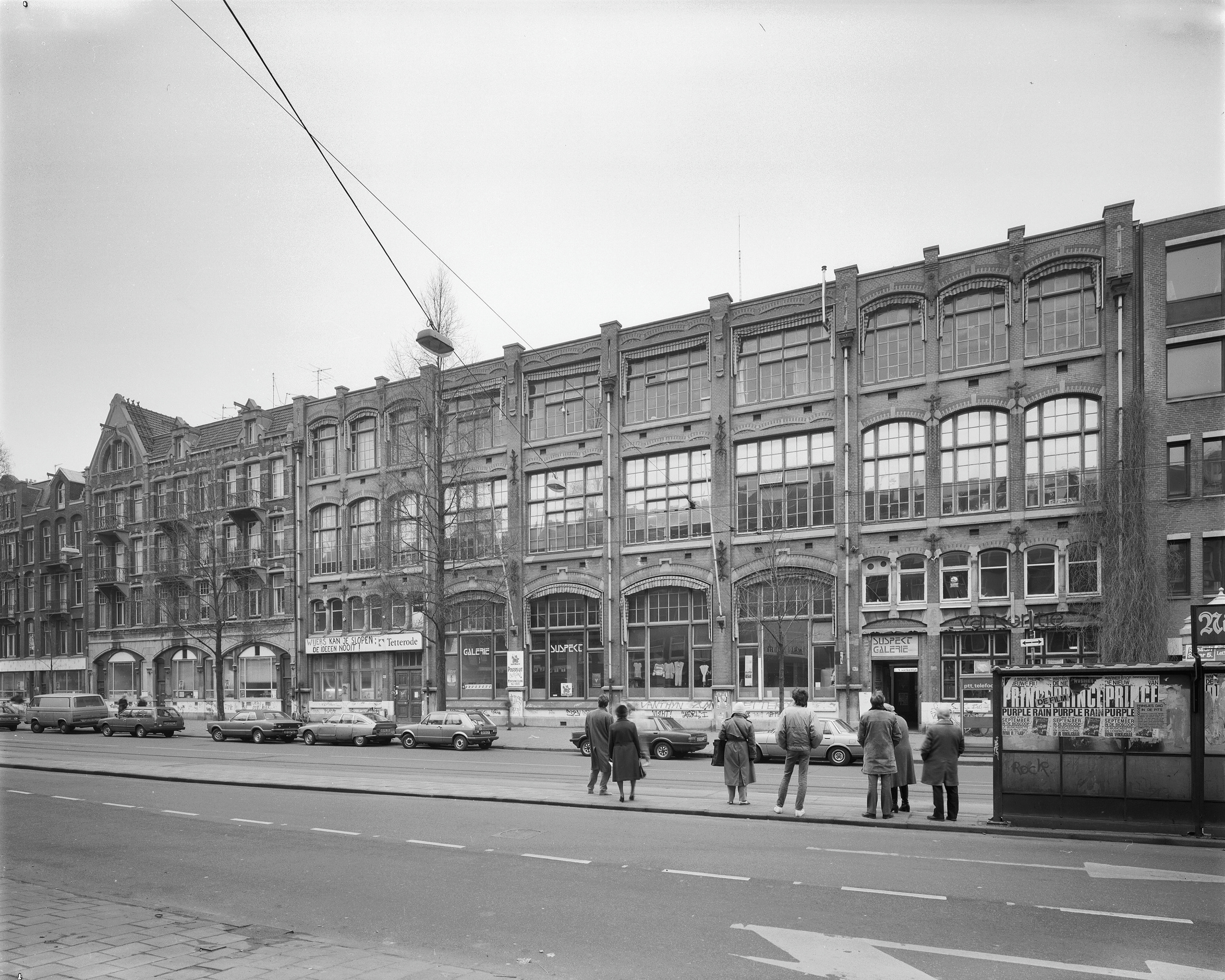
De voormalige fabriekspanden aan de Bilderdijkstraat 157-167 in Amsterdam-West; maart 1985.

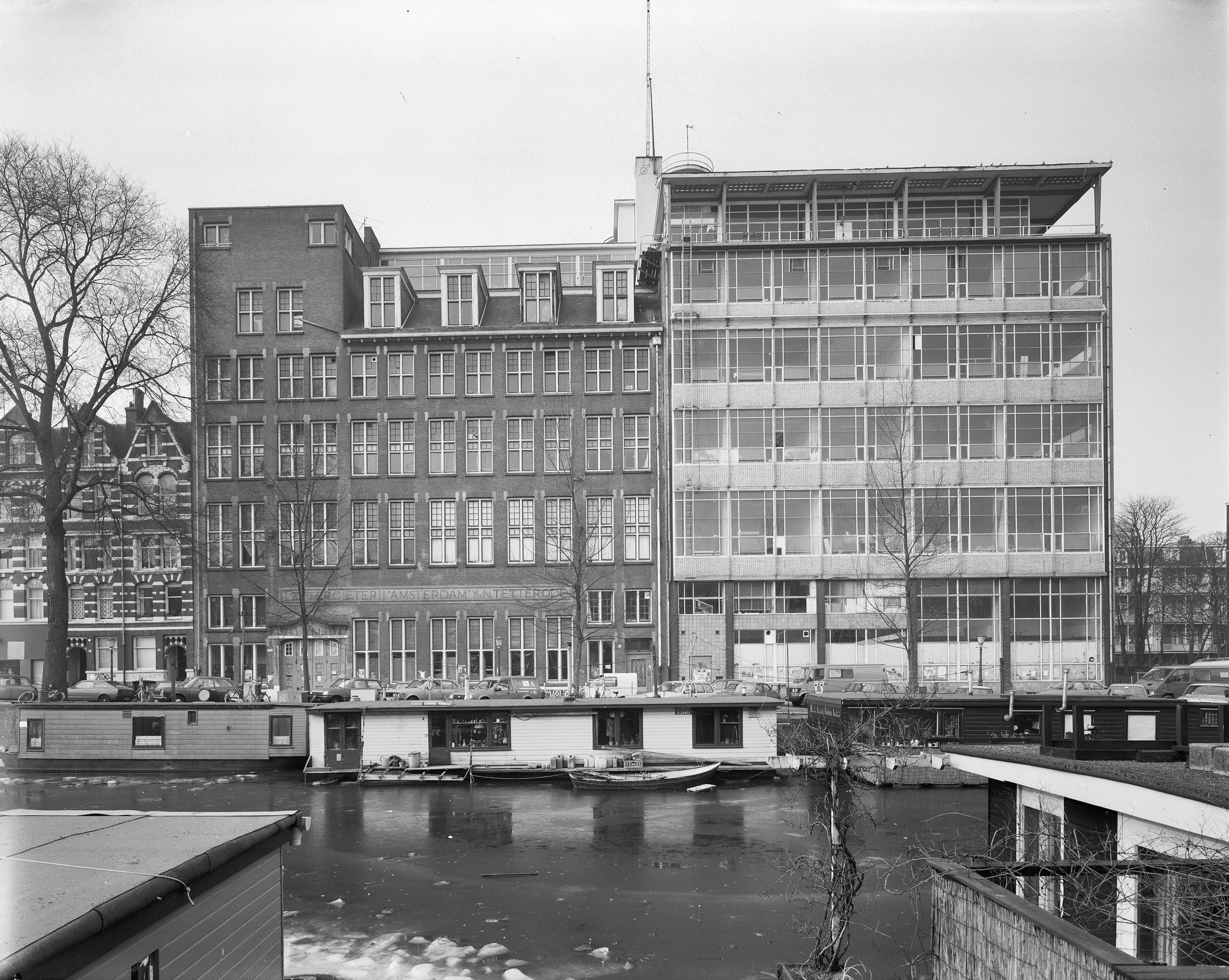
De voormalige fabriekspanden aan de Da Costakade 148-160 in Amsterdam-West; maart 1985.

In 1902 begon het bedrijf met de bouw van een nieuw pand aan de Bilderdijkstraat in Amsterdam-West, dat in 1906 en opnieuw in 1912 werd uitgebreid. Het bedrijf telde toen ongeveer 80 medewerkers.
In 1914 werd de fabriek aan de Da Costakade ingewijd. Op voorstel van S.H. de Roos werd in 1913 een monumentale bibliotheek in het gebouw aan de Da Costakade ingericht, ontworpen door architect K.P.C. de Bazel, en gevuld met een grote collectie boeken over drukkunst, boekbinden, zincografie en andere technieken die bij het maken van boeken behoren. De Roos fungeerde als bibliothecaris. Latere bibliothecarissen waren Dick Dooijes en G.W. Ovink. De bibliotheek werd in 1986 verplaatst naar de Oude Lutherse kerk aan het Singel.
In 1921 werd een voormalige melkfabriek uit 1898 aan de Da Costakade overgenomen. De laatste uitbreiding vond plaats tussen 1940 en 1950, in de stijl van het nieuwe bouwen door de architecten Merkelbach & Karsten, ook aan de Da Costakade. Dit gebouwencomplex heet nog steeds Tetterodecomplex en heeft de status van Rijksmonument.
Het bedrijf verhuisde in 1981 naar een nieuw pand aan de Willem de Zwijgerlaan. Vervolgens werd het  monumentale complex in oktober 1981 gekraakt door een groep onder leiding van kunstenaar Ronald van Tienhoven. Het gebouw zou oorspronkelijk worden gesloopt, maar binnen een paar jaar werd een convenant gesloten met Woningbouwvereniging Het Oosten. Op basis daarvan mochten de krakers blijven, mits zij de binnenkant van het complex zouden opknappen. In de jaren tachtig en negentig groeide Tetterode uit tot een gemeenschap van honderden mensen, die vaak een woning en atelier combineerden.
Sinds 1986 is het complex in gebruik voor bewoning en ateliers voor kunstenaars, ook is er het 'Dijktheater'. Voorts is de alternatieve homodisco De Trut er sinds 1985 gevestigd. Ook herbergde het pand onder meer een kapperszaak, een galerie en een radiostation.

### Lettergieterij
De lettergieterij was toonaangevend in Nederland in de eerste helft van de 20e eeuw en telde op het toppunt van de groei meer dan 800 werknemers in 20 vestigingen. Destijds waren grote concurrenten de Haarlemse lettergieterij Joh. Enschedé en het Amerikaanse International Typeface Corporation (ITC), die goedkope letters kon leveren. Toch werd door Nederlandse opdrachtgevers van Lettergieterij Amsterdam voorkeur gegeven aan de binnenlandse producenten van letters.

### Letterontwerpers

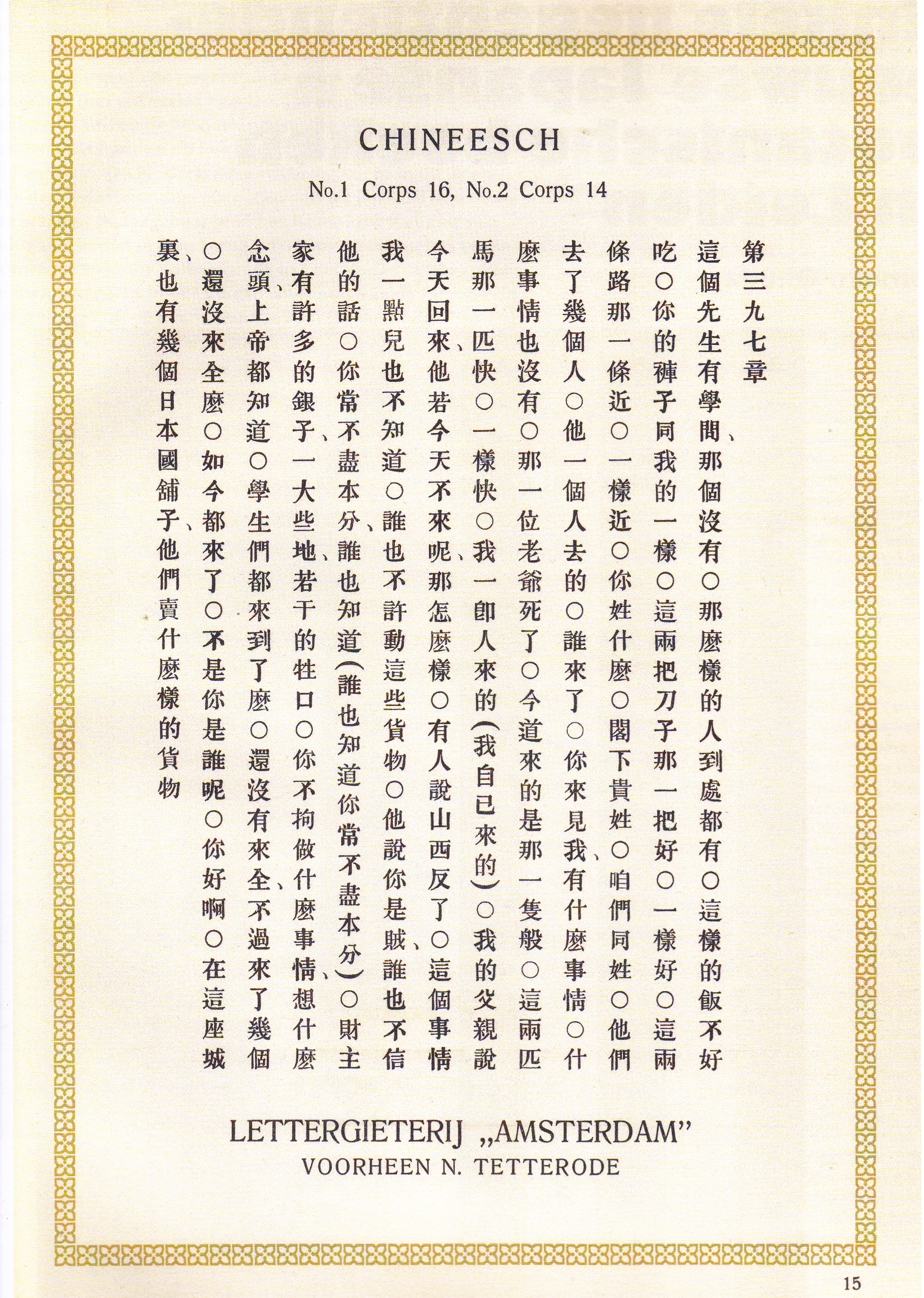
Proef van de Chinese karakters van Tetterode.

Onder anderen S.H. de Roos ontwierp voor Tetterode 12 nieuwe moderne lettertypen. Tetterode gebruikte De Roos' creativiteit en produceerde ook letters uit het Verre Oosten, waaraan later Griekse, Hebreeuwse en Syrische letters werden toegevoegd. De verzameling van Chinese karakters bestond uit ruim 9100 lettermatrijzen. Ook directeur P.J.W. Oly ontwierp voor Lettergieterij Amsterdam in 1908/1909 een nieuwe letter voor de Javaanse taal, omdat die uit de 19e eeuw waren verouderd. Dick Dooijes, die meer dan 40 jaar in dienst bleef, was de opvolger van De Roos als typografisch ontwerper.
Er werden verschillende catalogi uitgebracht, zogenaamde letterproeven, onder andere:
- Letterproef der lettergieterij "Amsterdam" voorheen N. Tetterode. Amsterdam, Bilderdijkstraat 163-165, 1907. 295 pagina's, 31 cm. Met ingebonden prijscourant.
- Een vier kilo wegende, door S.H. de Roos verzorgde Letterproef der lettergieterij "Amsterdam" voorheen N. Tetterode / Spécimen Général de la Fonderie "Amsterdam" successeur de N. Tetterode. In het Nederlands en Frans. Amsterdam, 1916. 790 pagina's. 28 cm. Met losse bijlage: Prijscourant van lettergieterijproducten. 32 pagina's.

Lange tijd heeft Tetterode volgehouden loden letters te vervaardigen, en dus lang gewacht met het ontwikkelen van het sinds de jaren 60 opkomende fotozetten. Het bedrijf hield vol dat de kwaliteit van het fotozetten minder was dan die van gegoten lettervormen. Tot 1988 werden er door Tetterode loden letters gefabriceerd.

### Handel in grafische materialen en machines
Lettergieterij Amsterdam v/h N. Tetterode, zoals het bedrijf formeel heette, veelal afgekort tot L.A., was al in 1928 de vertegenwoordiger in Nederland van drukmachines van Heidelberg, drukpersen van MAN-Terno, Babcock, Gordon, Merkuur, en later ook van regel- en fotozetmachines van Intertype, Morisawa en Berthold. In 1963 fuseerde het inmiddels hernoemde bedrijf Lettergieterij en machinehandel v/h N. Tetterode-Nederland BV met papiergroothandel Bührmann tot Bührmann-Tetterode. Na fusie met het Nederlandse papierconcern KNP en het papierhandelshuis VRG (Van Reekum-Gepacy Papier) volgde een naamswijziging tot KNP BT. Nadien splitste het concern opnieuw en hernoemde de Bührmann-Tetterode tak zich Bührmann) sinds 2007 heette het gehele concern Corporate Express. In 2008 werd Corporate Express overgenomen door Staples. De grafische werkzaamheden werden weer voortgezet onder de naam Tetterode. In 2011 werd het pand in Amsterdam verkocht en verhuisde de onderneming naar Almere. In 2011 werd er besloten om samen te gaan met de Belgische zuster Plantin. Door intensieve samenwerking kunnen de bedrijven elkaar versterken op de Beneluxmarkt. In september 2012 besloot Staples de grafische divisie te verkopen. Dit betekende dat ook Tetterode Plantin "te koop" stond. Sinds maart 2015 is drukpersbouwer Heidelberg eigenaar.

### Tijdschriften
In 1939 begon het bedrijf met het tijdschrift Grafische Mededeelingen. In oktober 1941 verscheen nummer 5 van de derde jaargang als voorlopig laatste nummer. Noodgedwongen werd de publicatie gestaakt en pas hervat in november 1945 met derde jaargang nummer 6. In 1951 werd het maandelijkse bulletin Intertype-"nieuws" uitgegeven. L.A.-Varia was nog een andere maandelijkse periodiek van Lettergieterij Amsterdam, dat in januari 1958 van start ging. Een vierde uitgave van het bedrijf is Binderella, speciale uitgave over machines en materialen voor de boekbinderij.

### De Tetterode-collectie
De afdeling Bijzondere Collecties van de Universiteit van Amsterdam (UvA) beheert sinds 2010 de zogenaamde Tetterode-collectie bestaande uit ruim 70.000 boeken, 300.000 catalogi, 13.000 letterproeven, 12.000 documentatiemappen, 15.000 portretten en prenten, 10.000 boekomslagen, papiermonsters, boekhandelsmerkjes en ex libris, penningen, kalenders en schilderijen. Daarmee is het een van de grootste en meest waardevolle typografische verzamelingen ter wereld.
Een van de pronkstukken in de collectie is het zogenaamde Athiaskastje, dat lettermateriaal uit de 17e en 18e eeuw bevat. Het werd verworven op een veiling in 1917. Het bevat circa vijftig series met koperen matrijzen voor het gieten van Hebreeuwse letters, vijftien series stalen stempels, handgietvormen en vele letterproeven. De Joodse drukker Joseph Athias (1635-1700) reisde ermee in de zeventiende eeuw door Europa. De in die periode gedrukte Talmoeds zijn gemaakt met de matrijzen van Athias. Ook boeken uit de befaamde Bibliotheca Rosenthaliana (in de collectie van de Universiteitsbibliotheek Amsterdam) zijn gedrukt met dit lettermateriaal.
De UvA bezit ook het interieur van de typografische bibliotheek (geheel verplaatst van het pand aan de Da Costakade naar een bijgebouw van de Oude Lutherse kerk, tevens aula van de UvA, aan het Singel).
Het restant van de matrijzen, die vroeger dienden voor de productie van loden letters en die na vele omzwervingen nog werden bewaard op de UB, is in 2011 overgedragen aan de Stichting Lettergieten in Westzaan, waarna een aanzienlijk deel werd verkocht aan een particuliere verzamelaar in Antwerpen. De stichting heeft ook twee historische gietmachines van LA en matrijzen van Dick Dooijes' laatste in Nederland gegoten lettertype in bezit, de Lectura.

#### Lettertypen vervaardigd en uitgegeven door Lettergieterij Amsterdam
De volgende bekende lettertypen zijn vervaardigd of uitgegeven door Lettergieterij Amsterdam, ingedeeld volgens de VOX-ATypI-classificatie, die ook in enkele letterproeven van de gieterij werd gebruikt.

##### Realen
- Columbia, door Walter H. McKay, Lettergieterij Amsterdam, 1956-1961
  - varianten: romein, cursief, vet, vet cursief, smal vet
  - Ook uitgegeven bij Intertype, 1957
- Revue, een vette kopletter ontworpen door: L.H.D. Smit (geb. 1917) 
  - In 1969 ook als Filmletter verschenen[16]
- Baskerville Old Face, is een kopie door de 18e-eeuwse Engelse graveur Joseph Fry, van de letter die John Baskerville in 1757 voor het eerst gebruikte bij de Cambridge University Press, waar Baskerville de leiding had..

##### Geralden
- Lectura, door Dick Dooijes, na zes jaar werk in mei 1969 uitgebracht, de letter is groter van beeld, regelmatiger, smaller en ook nauwer gesteld dan de Garamont.
  - Ook uitgegeven als Intertype Lectura en Intertype Lectura bold, Intertype, 1969
  - Varianten: Lectura romein & cursief, Lectura half vet, Lectura smalvet, in de corpsen 6, 7, 8, 9, 10 en 12.
- Garamont, de letter is een getrouwe kopie van de letter in het historisch archief van de Franse Staatsdrukkerij, die gehouden werd voor de originele letter van Garamond, maar waarvan later bleek, dat deze een Franse kopie was, die tachtig jaar na Garamond ontstond.
  - Varianten: romein en cursief, halfvet en halfvet cursief, romein beschikbaar in 6 t/m 72 punt, cursief: 6 t/m 36 punt, halfvet: 6 t/m 72 punt, voor de Intertype zetmachine in de corpsen 6 t/m 48 punt Didot.
- Contura, ontworpen door Dick Dooijes in 1964, is een open letter voor titelregels en initialen. De letter geeft omvang zonder zwaarte, vult de tekst met een grijze tinteling, bemiddeld tussen de lichte en donkere en de grote en kleine elementen van het vlak.
  - beschikbaar in de corpsen 20, 24, 28, 36 en 48 pt Didot
- Renaissance randen en ornamenten, corpsen: 6, 9, 12, 18 en 24

##### Humanen
Deze letters zij gebaseerd op de letters, uit de begintijd van het humanisme eind 15e eeuw. Die in Venetië en daarbuiten werden gebruikt bij heruitgaven van Latijnse teksten en gebedenboeken. Kenmerken: fors beeld met gering verschil tussen dikke en dunne lijnen, een schuine as naar links als in handschrift. Stevige en hoekige schreven.
- Hollandsche Mediaeval, door Sjoerd H. de Roos, 1912, deels gebaseerd op de romein van Nicolas Jenson (Venetië 1470).
  - Ook uitgegeven als Intertype Mediaeval, Intertype
  - Varianten: Hollandsche Mediaeval romein 6-60 punt, Hollandsche Mediaeval cursief 6-60 punt, Hollandsche Mediaeval semibold 6-60 punt, Hollandsche Mediaeval semibold condensed 6-60, Hollandsche Mediaeval initials 36, 48, 60 punt, en Hollandsche Mediaeval Ornament Initialen (twee kleurig) 48, 66, 84 punt
- De Roos romein, door Sjoerd H. de Roos, 1947, een sierlijke en smal lopende mediaeval, duidelijk drukkend ook op glad papier.
  - Varianten: De Roos cursief, De Roos Halfvet en Open Inititalen
  - Ook uitgegeven als Intertype De Roos, Intertype en bij ATF
- Erasmus, door Sjoerd H. de Roos, 1923, gebaseerd op 15e- en 16e-eeuwse Franse en Italiaanse lettertypen. 
  - Erasmus initialen, Erasmus open initialen,
- Erasmus Grotius, halfvette versie van de Erasmus-letter

##### Didonen
Gebaseerd op letter ontstaan in de periode die duurde van kort na de Franse Revolutie tot aan de dood van Napoleon, in de classicistische stijl van die tijd, van de familie Didot in Frankrijk en Bodoni in Parma, Italië: nadruk op een verticale lijn, symmetrie en een strakke regelmaat, een scherp profiel en felle contraten in wit en zwart.
- Egmont, door Sjoerd H. de Roos, 1933, geschikt voor gladde papiersoorten
  - Ook uitgegeven bij Intertype in 1937
  - Varianten: Egmont romein & cursief, magere Egmont romein & cursief, vette Egmont, Egmont inline capitals
- Bodoni
  - Varianten: Bodoni mager romein & cursief, Bodoni romein en cursief, Bodoni halfvet romein en cursief, Bodoni Vet romein en cursief, smalle vette Bodoni
- Gravure Serie I, deze letter is gebaseerd op de letter van Nicolas Cochin een 17e-eeuwse Franse graveur. Een andere versie van deze letter werd uitgebracht door Monotype als series 165.
  - varianten: romein corps 7, 8, 9/10, 10, small face: corps 12, large face: corps 12, met bijpassende cursieve versie in alle corpsen
- Gravure Serie II, vrije en vette versie van de Gravure met een kleinere x-hoogte en lange stokken. 
  - romein: corps: 8, 10, 12, 14, 16, 20, 24, 36, 48, 66, cursief corps 8 t/m 48
  - Verdere varianten: Open Gravure, corps: 12, 16, 24, Gravure Decoratieve Cursieve Kapitalen, corps: 16, 20, 24, Gravure randen en ornamenten
- Promotor, door Leonard H.D. Smit (geb. 1917), ontwerp: 1960
- Orator, door Leonard H.D. Smit, ontwerp: 1962
  - Orator is hetzelfde als Promotor bold
- Juno, Lettergieterij Amsterdam
- Visite
- Amsterdam 698, filmletter
- Thorowgood, filmletter voor reclame en advertentie gebruik
- Arsis, een smalle Bodoni versie, alleen romein
- Apollo randen en ornamenten, corps: 6, 12, 24

##### Linearen
Linearen ook wel als schreeflozen aangeduid, zijn meestal (maar niet altijd) opgebouwd uit overal even dikke lijnen, of wekken die indruk. Deze letters zijn pas midden in de 19e eeuw ontstaan, en werden vooral gebruikt bij reclame drukwerk.
- Mercator, ontwerp: Dick Dooijes, 1957-1961
  - Ook uitgegeven door Intertype
  - Varianten: Mercator romein, Mercator light, Mercator condensed light, Mercator bold, Mercator bold italic, Mercator bold condensed italic
- Kaart Antieke Kapitalen
- Kaart Antieke Kapitalen, halfvet
- Antieke Smal vet
- Annonce vet
- Antieke vet Cursief
- Impact, gebaseerd op het origineel van Geoffrey Lee van Stephenson Blake uit 1965, het is een smalle vette schreefloze letter met een maximale x-hoogte en een uiterst nauwe stelling.
- Nobel, gebaseerd op de Bauhausstijl 1929-1931.
  - Varianten: Nobel romein & cursief, Nobel mager romein & cursief, Nobel vet, Nobel Smal, Nobel Smal vet, Nobel Open kapitalen

##### Mechanen
Mechanen behoren tot de oudste advertentie letters, deze ontstonden rond de tijd, dat Napoleon Egypte binnen viel.
- Egyptian bold, een revival-egyptienne
  - Varianten: Egyptian bold, Egyptian bold condensed, Egyptian bold extended
- Atlas, een variant van Welt door Hans Wagner
  - varianten: Altas licht, Atlas vet
- Hidalgo, door Stefan Schlesinger, Lettergieterij Amsterdam, 1939
- Savoy, ontwerp: Dick Dooijes, 1936, open reclame letter met gestreepte stokken, corps: 12, 16, 20, 24, 28, 36, 48, 60 punt

##### Manuaren
In deze lettertypen is de hand van de ontwerper gemakkelijk te herkennen, die met pen, penseel of op andere wijze de letter maakte.
- Studio, ontwerp van A. Overbeek, 1946
  - Varianten: Studio romein, Studio bold
- Flambart, ontwerp van A. Overbeek, 1953
- Libra, door S.H. de Roos, 1938
  - Varianten: Libra romein, Libra light
- Raffia Initials, door Henk Krijger, 1952
- Oud Hollands, gotische letter, in gebruik sinds de late Middeleeuwen
- Polka, gebaseerd op Dom Casual van ATF uit 1951
- Lasso, uitsluitend cursieve kapitalen, die met een breed penseel getekend lijken, zijn een ontwerp van de Amerikaanse reclame-kunstenaar M.R. Kaufmann
  - variant: Lasso Vet

##### Inciezen
Deze letters ontlenen hun uiterlijk aan in hout, steen of metaal gehakte of gesneden letters.
- Pascal, ontwerp: José Mendoza y Almeida, 1960

##### Scripten
Met deze drukletters wordt handschrift nagebootst. 
- Mistral, ontwerp: Roger Excoffon, 1955, met een penseel getekende handschrift letter, corps: 12, 14, 16, 20, 24, 28, 36, 48, 60, 72
- Reiner Script, ontwerp: Imre Reiner, 1951, reclame letter, met penseel getekend.
- Rondo, door Dick Dooijes en Stefan Schlesinger, 1948, reclame letter
  - Varianten: Rondo normaal, Rondo vet, corps: 10, 12, 16, 20, 24, 28, 36, 48, 60
- Choc, door Roger Excoffon, 1964, gepenseelde reclame letter, corps: 16, 24, 36
- Aigrette, ontwerp: Lucian Bernhard (geb. 1885), sneed voor The American Typefounders de letter Tango, in 1934 als Aigrette door LA uitgebracht. corps: 10, 12, 16, 20, 24, 36, 48, 60, 72
  - Aigrette initialen
- Excelsior mager, zeer overhangende fragiele letter, corps: 12, 16, 29, 24, 36
  - Variant: Excelcior halfvet, corps: 12, 16, 20, 24, 36, 48, 60
- Gracia, 1927, corps: 10, 12, 14, 16, 20, 24, 28, 36, 48
  - Gracia ornamenten
- Amazone, ontwerp: Leonard H.D. Smit, (geb. 1917), 1959, corps: 12, 16, 20, 24, 28, 36, 48
- Aigrette, corpsen 10, 12, 16, 20, 24, 36, 48, 60, 72 punt
  - Aigrette Initialen, corpsen: 28, 42, 60, 84, 96, 120 punt
- Studio, corps: 8, 10, 12, 16, 20, 24, 28, 36, 48, 60, 72 punt
- Oud Hollandsch, corps: 6, 8, 10, 12, 16, 24, 28, 36, 48, 60 punt
- Halfvette Duitsch, corps: 6, 8, 9, 10, 12, 14, 16, 20, 28, 36 punt
- Kaart Gotiek, corps: 8, 10, 12, 16 klein beeld, 16 groot beeld, 20, 24 klein beeld, 24 groot beeld punt

##### Display
- Libra, ontwerp: S. H. de Roos, 1938, gebaseerd op de romeinse unicaal-schrijfletter, die uitsluitend kapitalen heeft, corps: 6, 8, 10, 12, 16, 20, 24, 28, 36, 48, 60 punt 
  - variant: Libra mager, corps: 6, 8, 10, 12, 16 smal face, 16 large face, 20, 24, 28, 36, 48, 60 punt
- Simplex, ontwerp: Sjoerd H. de Roos, 1939, een strak geconstrueerde schreefloze unicaal, afgeleid van de Libra.
  - Varianten: Simplex romein, Simplex halfvet
- Juno,open reclame letter, corps: 6 klein beeld, 6 groot beeld, 8 klein beeld, 8 groot beeld, 12 klein beeld, 12 groot beeld, 16 punt, de 7 versies lijnen met elkaar
- Visite, schreefletter met grijze stokken, enkel kapitalen, 4 corpsen op 10 punt met verschillende lettergrootte, verder 12, 16, 20 en 24 punt
- Schrijfmachine Letter, 10 punt klein beeld, 10 punt groot beeld

##### Verdere lettertypen
- Ideal, Lettergieterij Amsterdam, gebruikt voor het dagblad The New York Times, een goed leesbare letter, die een zo groot mogelijke tekst op een klein oppervlak mogelijk maakt: grote x-hoogte en korte staartletters.
  - Varianten: Ideal romein & cursief corps: 6, 8, 10, Ideal vet romein corps 6, 8, 10
- een variant van Etienne
- een variant van Impressum
  - gebaseerd op Impressum van Konrad F. Bauer en Walter Baum
- Firenze, een variant van Westminster, corps: 6, 8, 10, 12, 16, 20, 24, 28, 36, 48 punt
- een variant van Fournier Le Jeune gebaseerd op Deberny & Peignots Fournier Le Jeune
- Zilvertype, door Sjoerd H. de Roos, 1915
- Ella, door Sjoerd H. de Roos, 1915
- Hermes, 1924
- Bristol, door Dick Dooijes, 1929
- Carlton, door Dick Dooijes, 1929
  - gebaseerd op Broadway van ATF
- Independant, door G.Colette & J.Dufour, 1930
- Transito, door Jan Tschichold, 1931
- Select, door Albert Augspurg, 1936
  - Ook uitgegeven als Albert
- Flex, door George Salter, 1937
- Iris, gebaseerd op Empire van ATF uit 1938

##### Vreemde talen
- Duitsch, fraktuur corps: 6, 8, 9, 10, 12 in mager en halfvet
- Lambrakis' grieks, corps 6, 8, 10, in mager en halfvet
- Grieksch no 1, corps 6, 8, 10
- Grieksch no 2, corps 6, 8, 10
- Grieksch vet, kan combineren met no.1 en no.2
- Russisch, corps: 6, 8, 9, 10, 12
  - varianten: romein, cursief en halfvet
- Hebreeuwsch, corps 8, 10, 12, 26, 20, met en zonder vocalen
- Arabisch, in 6 versies
- Maleisch, in 4 versies
- Javaansch cursief, corps 12, 16, 20
- Javaansch romein, corps 20,
- Makassaarsch, nr. 1: 14pt, nr. 2: 12pt, nr. 3: 14pt, nr. 4. 12pt
- Boegineesch, nr. 1: 14pt, nr. 2: 12pt, nr. 3: 14pt, nr. 4. 12pt